# Georg Kretzschmar
Georg Kretzschmar (* 14. Februar 1889 in Leipzig; † 28. Mai 1970 ebenda) war ein deutscher  Maler und Grafiker.

## Leben
Georg Kretzschmar wurde als Sohn des Maschinenmeisters Karl Edmund Georg Kretzschmar geboren. Von 1903 bis 1907 absolvierte er eine Lithografenlehre und war anschließend bis 1914 selbstständig in diesem Beruf tätig. Als Maler war er Autodidakt. Am 1. Juli 1910 trat er in die SPD ein.
Zwischen 1914 und 1918 leistete Kretzschmar seinen Militärdienst als Soldat im Ersten Weltkrieg. In der Weimarer Republik arbeitete er bis 1933 als freier Mitarbeiter bei verschiedenen Zeitungen der Arbeiterbewegung, wie der Leipziger Volkszeitung und der Chemnitzer Volkszeitung.
Während des Nationalsozialismus erhielt Georg Kretzschmar Berufsverbot und wurde auf die Schwarze Liste gesetzt. 1943 wurde er erneut zum Kriegsdienst gezwungen und geriet ein Jahr später in amerikanische Gefangenschaft, aus der er 1946 nach Leipzig zurückkehrte.
Seit 1946 war Kretzschmar als Maler und Grafiker freischaffend tätig und trat im gleichen Jahr in die SED ein. Zwischen 1946 und 1951 war er zudem als Dozent an der Volkshochschule Leipzig tätig und leitete einen Mal- und Zeichenzirkel bei der SAG Maschinenfabrik Unruh & Liebig, dem späteren VEB Schwermaschinenbau S.M. Kirow Leipzig.
Georg Kretzschmar wurde 1952 Mitglied des Verbandes Bildender Künstler Deutschlands und war ein Jahr später auf der 3. Deutschen Kunstausstellung im Dresdner Albertinum vertreten. 1959 wurde er auf die Internationale Kunstausstellung der sozialistischen Länder in Moskau delegiert, es folgten Einzelausstellungen in den Jahren 1960 und 1967.

## Auszeichnungen
- 1966: Kunstpreis der Stadt Leipzig

## Werke
Georg Kretzschmar malte im Stil des Sozialistischen Realismus. Daher wurde er mit seinen Gemälden „Auf verantwortungsvollem Posten“ und „Die Volkslehrerin“ auf den in diesem Sinne organisierten Ausstellungen „Künstler schaffen für den Frieden“ 1951 in Berlin bzw. auf der 3. Deutschen Kunstausstellung ausgestellt. Außerdem fertigte er 1956 ein Sgraffito für den VEB Achsen-, Federn- und Schmiedewerke „Hermann Matern“ in Roßwein und schuf Illustrationen für Presse, Schul- und Kinderbücher.

## Gemälde (Auswahl)
- Auf verantwortungsvollem Posten (Öl auf Leinwand, 1951)

- Die Volkslehrerin (Öl auf Leinwand, 118,5 × 150,7 cm; Sächsischer Kunstfonds)[1]
- Lernende Kinder (Öl auf Leinwand, 151 × 201 cm; Sächsischer Kunstfonds)[2]

- Ernst Thälmann spricht auf dem Volkmarsdorfer Markt (Öl auf Leinwand, 1956; Stadtgeschichtliches Museum Leipzig)
- Porträt Walter Ulbricht (Öl auf Leinwand, 1963; Stadtgeschichtliches Museum Leipzig)